# Fissidens luridus
Fissidens luridus là một loài Rêu trong họ Fissidentaceae. Loài này được Renauld & Cardot mô tả khoa học đầu tiên năm 1890.